# State Oil Company of Azerbaijan Republic
La State Oil Company of Azerbaijan Republic (SOCAR) est la compagnie pétrolière et gazière nationale d'Azerbaïdjan. 
Ses activités comprennent la production de pétrole et de gaz naturel, la gestion de deux raffineries pétrolières et du réseau d'oléoducs et de gazoducs dans le pays. Elle supervise les consortiums internationaux sur les projets pétroliers et gaziers en Azerbaïdjan. La SOCAR est un des premiers employeurs du pays avec plus de 60 000 employés et représente plus de 10 % du PNB azéri. C'est l'une des 20 plus grandes entreprises non cotées en bourse d'Asie. 
Elle est impliquée dans des affaires de corruption et accusée de s'en prendre à l'opposition au régime d'Ilham Aliyev. 

## Histoire
Azneft, une entreprise qui a intégré l'industrie pétrolière azerbaïdjanaise, est créée après la révolution bolchevique par la nationalisation de l'industrie pétrolière azerbaïdjanaise.Elle est subordonnée à différentes organisations de l'ex-Union soviétique et de la république socialiste soviétique d'Azerbaïdjan, en fonction des caractéristiques de ses organisations à des époques différentes, et ainsi de suite. Entre 1954 et 1959, le ministère de l'Industrie pétrolière de la RSS d'Azerbaïdjan puis, entre 1965 et 1970, le ministère de l'Industrie de la production pétrolière de la RSS d'Azerbaïdjan, sont créés, sur la base d'Azerneft. En août 1970, le groupe est renommé Azerneft.
Après la dislocation de l'URSS, la SOCAR est créée en septembre 1992 avec la fusion des deux compagnies nationales azéries, Azerneft et Azneftkimiya. Azerneft est l'héritière de la nationalisation de l'industrie pétrolière azérie (notamment issue des investissements de la Branobel des frères Nobel), lors de la révolution bolchevique.
En 1994, la SOCAR signe avec les majors occidentales le « Contrat du siècle » ouvrant la voie à l'extraction du pétrole de la mer Caspienne par les majors occidentales. Depuis 1994, la SOCAR a signé 25 accords de partages de production avec des compagnies privées étrangères. 
L'entreprise annonce en 2011 son intention d'acheter la filiale Esso Suisse au groupe ExxonMobil et reprendre l'activité de ses 172 stations-service, de la division commerciale et d'une usine d'embouteillage de gaz à Wangen bei Olten. L'accord est conclu et la compagnie en profite pour afficher son symbole — une flamme bleu, rouge et verte, aux couleurs de l'Azerbaïdjan — un peu partout en Suisse. Elle est ainsi considérée, deux ans plus tard, comme « une réelle marque suisse ». 
Elle annonce en 2012 avoir signé un accord avec l'agence NRW.INVEST et le Cluster NanoMikro+Werkstoffe.NRW pour installer un centre de recherche et de production en nanotechnologies en Rhénanie-du-Nord-Westphalie.
Le 19 avril 2019, les actionnaires d'ACG-BP et de SOCAR signent un nouveau contrat d'une valeur de 6 milliards de dollars dans le cadre du projet de plateforme Azeri Central East (ACE). La construction commence en 2019 et doit se poursuivre jusqu'au milieu de 2022. Le projet réalise sa première production en 2023. La construction de la plateforme crée jusqu'à 8 000 emplois, selon BP et ses partenaires, la SOCAR (25 % du gisement) et les pétroliers Chevron (9,57%) et ExxonMobil (6,79 %).

## Activités

### Production pétrolière
SOCAR s'occupe de l'exploration, de la production, de la transformation et du transport de pétrole et de gaz, de condensats de gaz dans toute la République. L'entreprise réalise également des projets à grande échelle. 
Il y a 57 champs de pétrole en Azerbaïdjan. 18 d'entre eux sont situés dans la mer Caspienne, les autres sont sur terre. Les réserves en hydrocarbures de la mer Caspienne s'élèvent à environ 30 milliards de tonnes de pétrole et 18 à 20 trillions de mètres cubes de gaz. Il existe 3 à 5 milliards de tonnes de pétrole et 5 trillions de mètres cubes de réserves de gaz dans le secteur azerbaïdjanais de la mer Caspienne. En 2007, la SOCAR produit 86 millions de barils de pétrole, principalement extraits du gisement d'Azeri-Chirag-Guneshli. Selon les statistiques, ce gisement a produit 54,9 millions de tonnes de pétrole en 2010.
La SOCAR détient 25 % de l'oléoduc Bakou-Tbilissi-Ceyhan (BTC) et du Bakou-Tbilissi-Erzeroum (BTE). Elle détient aussi des intérêts dans les oléoducs Bakou-Supsa et Bakou-Novorossiisk.

### Socar Trading S.A.
La SOCAR possède une filiale appelée Socar Trading S.A., implantée à Genève et spécialisée dans le négoce d'hydrocarbures. Créée en 2007 sur les conseils d'un ancien haut responsable de Lukoil, elle sert ainsi d'intermédiaire pour acheter et revendre des produits pétroliers et gaziers,. 
La SOCAR signe notamment un contrat de ce type à Malte. Afin d'alimenter la nouvelle centrale électrique de Delimara (construite en 2017), Electrogas, un consortium possédé à environ un tiers par Socar Trading, achète du gaz naturel liquéfié à Socar Trading. La filiale de la compagnie pétrolière d'État n'en produisant pas, elle l'achète à Shell, pour finalement le revendre à Malte. Le contrat, très profitable pour la compagnie azerbaïdjanaise, qui réalise une plus-value, est vu comme défavorable aux intérêts maltais, qui auraient, selon Public Eye, plus intérêt à traiter directement avec Shell. 

### Financements d'événements et partenariat
En mai 2013, l'Union des associations européennes de football (UEFA) annonce que la SOCAR est l'un des sponsors officiels de la phase finale du Championnat d'Europe de football de l'UEFA 2016 et a acquis les droits liés aux qualifications européennes, qui se déroulent de 2014 à 2017, et qui concernent les matches de qualification pour l'UEFA Euro 2016 et la Coupe du monde 2018. La SOCAR devient également sponsor officiel du Championnat d'Europe de football des moins de 17 ans de l'UEFA 2016, qui se déroulera en Azerbaïdjan. Le montant de l'accord passé entre l'UEFA et la SOCAR est inconnu.
En septembre 2014, la SOCAR signe un accord pour devenir partenaire officiel des Jeux européens de Bakou 2015. L'entreprise est sponsor de l'Association des fédérations de football d'Azerbaïdjan et du club de football azerbaïdjanais FK Neftchi Bakou. 
L'entreprise fait également sa promotion lors du Concours Eurovision de la chanson 2012, avant de devenir partenaire du Montreux Jazz Festival.

## Gestion

### Siège de la compagnie
Le siège de SOCAR est situé dans la tour SOCAR, bâtiment de 42 étages situé sur l'avenue Heydar Aliyev. La construction de la tour terminée à la fin de 2016. C'est le gratte-ciel le plus haut du Caucase avec une hauteur de 209m. Le bâtiment est conçu pour résister à un tremblement de terre de magnitude 9 sur l'échelle de Richter. Le bâtiment a été conçu par Heerim Architects & Planners Co. Ltd. de la République de Corée. Le coût total du bâtiment est de 235 millions de dollars. Les travaux de construction ont été achevés pendant 32 mois. Le nouveau bâtiment administratif comprend plusieurs salles de conférence, des chambres d'hôtes, des installations sociales, un parking souterrain et souterrain, des zones techniques et une salle de sport. De plus, il y a des bureaux de soutien de SOCAR à Bakou. Le premier bureau de SOCAR a été établi à Londres en 1994. Désormais, la compagnie a des bureaux à Londres, Genève, Vienne, Bucarest, Istanbul, Kyïv, Tbilissi, Astana et Téhéran,,.

### Direction
En janvier 2006, l'ancien président de la raffinerie de Bakou et membre du parlement azerbaïdjanais, Rovnag Abdoullayev, est nommé président de la SOCAR. Il remplace Natik Aliyev, qui a été nommé ministre de l'Industrie et de l'Énergie de l'Azerbaïdjan. Dix vice-présidents rapportent directement à Rovnag Abdoullayev en tant que responsable de différentes fonctions.
Le président actuel de SOCAR est Rovchan Nadjaf. 
- Khoshbakht Yusifzade - premier vice-président pour la géologie, la géophysique et le développement sur le terrain.
- Suleyman Qasımaov - vice-président des affaires économiques
- David Məmmədov - vice-président de la fabrication
- Badal Badalov - vice-président des affaires sociales
- Tofiq Qahramanov - vice-président pour le développement stratégique[14].

## Controverses

### Corruption et influence aux États-Unis
En mai 2024, un membre de la Chambre des représentants des États-Unis représentant le Texas, Henry Cuellar, est inculpé pour avoir accepté des pots-de-vin d'une valeur de plus de 400 000 dollars de la part de la SOCAR (via sa femme). En contrepartie de ces versements, il aurait soutenu des mesures pour que la politique étrangère américaine soit plus favorable aux intérêts de l'Azerbaïdjan (en particulier pour lutter contre les soutiens de l'Arménie à la Chambre des représentants). Henry Cuellar et sa femme sont aussi inculpés de blanchiment d'argent et accusés d'être des agents d'un pays étranger,.
Depuis 2012, la SOCAR tente d'éviter les sanctions américaines visant l'Iran, son partenaire dans un projet de gaz naturel d'une valeur de 28 milliards de dollars dans la mer Caspienne. SOCAR finance une « conférence sur l'énergie » américano-azerbaïdjanaise à Bakou, réunissant 10 membres du Congrès et 32 membres du personne. Elle se déroule les 28 et 29 mai 2013. 
L'entreprise possède également deux organisations à but non lucratif basées à Houston, l'Assemblée des amis de l'Azerbaïdjan et le Conseil turquoise des Américains et des Eurasiens, tous deux dirigés par Kemal Oksuz.

### Implication dans l'assassinat de Daphne Caruana Galizia
En 2021, Public Eye révèle les liens de l'entreprise avec l'assassinat de la journaliste d'investigation maltaise Daphne Caruana Galizia, en 2017. Elle travaillait notamment sur les activités de la SOCAR à Malte et de potentielles « malversations » dans le projet de centrale électrique de Delimara.  
L'assassinat de la journaliste aurait été commandité par l'homme d'affaires Yorgen Fenech, le partenaire local de la compagnie pétrolière. C'est aussi lui qui aurait permis la signature du contrat impliquant également Shell. Il est par la suite inculpé pour « complicité d'assassinat » et placé en détention, mais des liens plus profonds entre l'Azerbaïdjan et les autorités maltaises sont mis au jour, impliquant notamment le ministre de l'Énergie Konrad Mizzi et Keith Schembri, le directeur de cabinet du Premier ministre ; ils sont forcés de démissionner. La révélation de l'affaire et l'arrestation de Fenech aurait mécontenté la direction de la compagnie, qui souhaite améliorer son image. 

### Soutien au pouvoir politique azerbaïdjanais
La compagnie SOCAR est décrite par l'organisation Public Eye comme « une société d’État à la botte du clan présidentiel Aliev ». Pour l'association, la personne dirigeant la SOCAR dispose d'un pouvoir très important, supérieur à celui d'un ministre. La compagnie, grâce à ses revenus, fournit également les Forces armées azerbaïdjanaises en matériel et soutient la politique de l'État azerbaïdjanais vis-à-vis de l'Arménie. En 2020, elle publie des tweets de soutien à la guerre du Haut-Karabagh.
La SOCAR, compagnie pétrolière d'État azerbaïdjanaise, finance aussi des médias favorables au régime d'Ilham Aliyev. En 2024, l'un d'eux s'en prend au militant d'opposition Vidadi Isgandarli, en le qualifiant, dans un article, de « traître » au service de l'Arménie. Le dissident est assassiné peu de temps après alors qu'il est réfugié en France, quelques jours avant l'ouverture de la COP 29 à Bakou.  
La compagnie est également engagée dans une procédure en justice contre Mahammad Mirzali, un blogueur d'opposition au régime. Elle l'accuse de diffamation en raison de ses vidéos et publications s'attaquant à l'entreprise. L'opposant affirme que la SOCAR, ainsi que l'entrepreneur Anar Alizade (de son vrai nom Anar Aliyev), seraient liés aux tentatives d'assassinat dont il a été victime en France, où il est réfugié. 